# Yemane Haileselassie
Yemane Haileselassie (né le 21 février 1998) est un athlète érythréen, spécialiste du 3 000 mètres steeple.

## Biographie
Médaillé d'argent des championnats du monde juniors 2016, il atteint à l'âge de dix-huit ans la finale des Jeux olympiques de 2016, à Rio de Janeiro, où il se classe à la onzième place.

## Palmarès
| Date | Compétition                   | Lieu           | Résultat | Épreuve     | Temps          |
| ---- | ----------------------------- | -------------- | -------- | ----------- | -------------- |
| 2015 | Jeux africains                | Brazzaville    | 6e       | 3 000 m st. | 8 min 32 s 05  |
| 2016 | Championnats du monde juniors | Bydgoszcz      | 2e       | 3 000 m st. | 8 min 22 s 67  |
| 2016 | Jeux olympiques               | Rio de Janeiro | 11e      | 3 000 m st. | 8 min 40 s 68  |
| 2018 | Championnats d'Afrique        | Asaba          | 3e       | 5 000 m     | 13 min 49 s 58 |
| 2022 | Championnats du monde         | Eugene         | 7e       | 3 000 m st. | 8 min 29 s 40  |

### Records
| Épreuve         | Performance   | Lieu | Date        |
| --------------- | ------------- | ---- | ----------- |
| 3 000 m steeple | 8 min 11 s 22 | Rome | 8 juin 2017 |